# Дельмот, Жиль
Жиль Дельмо́т (фр. Gilles Delmotte) — французский шашист. Национальный гроссмейстер. Мастер ФМЖД. Чемпион Франции (в 1992-м и 2004 годах). Чемпион Франции среди юниоров 1987 года.
Участник двух чемпионатов мира (1992 года, где занял 20 место, и 2005 года, где занял 9 место в группе D).
Выступал за клубы Heijmans Excelsior Rosmalen (Росмален, Нидерланды), Damier de Pelves (Франция).

## Семья
Брат Тьерри — тоже шашист, чемпион Франции